# Alaena orphnina
Alaena orphnina är en fjärilsart som beskrevs av Lajos Vári 1976. Alaena orphnina ingår i släktet Alaena och familjen juvelvingar. Inga underarter finns listade i Catalogue of Life.